# Gwalchmai
Gwalchmai är en by på ön Anglesey, i kommunen Isle of Anglesey, i Wales. Byn är belägen 214,8 km 
från Cardiff. Orten har 751 invånare (2016).